# Landaman
Landamann, Landaman ou Landammann ou Landamman (de l'allemand Land, état, pays et Amtmann, secrétaire, officiel, dignitaire) est un titre suisse. Avant la République helvétique, il désigne l'officiel qui dirige la Landsgemeinde et rend la justice. Dans de nombreux cantons suisses alémaniques, le titre est donné au président du gouvernement cantonal.

## Avant la République helvétique
Au cours du Moyen Âge, la fonction principale du Landamann est celle d'officier rendant la justice.
Dans les cantons disposant d'une Landsgemeinde, le Landamann préside également cette assemblée, revêtant de facto la fonction la plus importante du canton et le rôle de « père du pays » (« Landesvater »).

## République helvétique et Suisse sous la Médiation
Le landamann était, en quelque sorte, le chef d'État de la République helvétique puis de la Confédération des XIX cantons sous la Médiation. Son pouvoir était assez important durant la période républicaine, de 1801 à 1803 (le titre de landamann n'existait pas entre 1798 et 1801). Cependant, de par l'importance de la Diète fédérale et le statut de Médiateur de Napoléon, les pouvoirs du landamann sont très limités. Le mandat du landamann est d'une année et revenait, à tour de rôle, au dirigeant de l'un des cantons directeurs (Bâle, Berne, Fribourg, Lucerne, Soleure, Zurich). Entre 1803 et 1813, se succédèrent à ce poste :
| Portrait | Nom                                                        | Année(s)       |
| -------- | ---------------------------------------------------------- | -------------- |
|          | Louis d'Affry (1743-1810)                                  | 1803 puis 1809 |
|          | Niklaus Rudolf von Wattenwyl (1760-1832)                   | 1804 puis 1810 |
|          | Peter Glutz-Ruchti (1754-1835)                             | 1805           |
|          | Andreas Merian (1742-1811)                                 | 1806           |
|          | Hans Reinhard (1755-1835)                                  | 1807 puis 1813 |
|          | Vinzenz Rüttimann (1769-1844)                              | 1808           |
|          | Heinrich Daniel Balthasar Grimm von Wartenfels (1754-1821) | 1811           |
|          | Peter Burckhardt (1742-1817)                               | 1812           |

## Présidence du gouvernement cantonal
Aujourd'hui, le titre de Landamann est toujours utilisé dans les cantons suivants :
- Argovie depuis 1831-32 (avant : Amtsbürgermeister)
- Appenzell Rhodes-Extérieures
- Appenzell Rhodes-Intérieures
- Glaris
- Nidwald
- Obwald
- Schwytz (Landamman de Schwytz)
- Soleure
- Uri (Landamman d'Uri)
- Zoug